# Шевченко Петро Павлович
Шевче́нко Петро́ Па́влович (нар. 4 червня 1985 року, Кременчук, Полтавська область) — громадський діяч, незалежний журналіст. Автор та ідеолог соціального проекту Skool-uni.com («Моя майбутня професія [Архівовано 31 грудня 2012 у Wayback Machine.]»).
За результатами дослідження, проведеного інформаційно-консалтинговою компанією «КомІнформ» Петро Шевченко є одним з найактивніших авторів, які пишуть про фондовий ринок — із згадками досліджуваних компаній в 2008 році Шевченко (видання «КоммерсантЪ Україна») враховуючи передруки інтернет-ЗМІ посів третю позицію в Україні — згадувався 658 разів.

## Кар'єра та досягнення
- квітень 2006 — жовтень 2008 — кореспондент відділу економіки та фінанси щоденного ділового видання «КоммерсантЪ-Украина». Вперше в Україні серед ділових ЗМІ запустив в рамках «Комерсант-Україна» проект «рекомендації» (аналітичні звіти інвесткомпаній по акціях з рекомендаціями купувати/продавати).
- червень 2009 — листопад 2010 — консультував центральний апарат Антимонопольного комітету України (АМКУ) у сфері зв'язків з громадськістю та ЗМІ. Згодом перейшов до управління з розслідувань недобросовісної конкуренції АМКУ, яке вивів на ринок фінансових послуг України.
- лютий 2011 — грудень 2011 — ведучий та співорганізатор першого в Україні ток-шоу про ринки капіталу «Детектор ринку» на Першому діловому каналі, в якому брали участь вітчизняні та іноземні експерти, власники бізнесу, представники громадських організацій, фінансисти, банкіри та інвестбанкіри, народні депутати, чиновники та інші.
- липень 2011 — вересень 2012 — головний редактор ділового порталу «Минфин»[2]. З моменту зайняття посади головного редактора порталу «Мінфін», відвідуваність ресурсу зросла більш ніж на 150 %.
- з вересня 2012 — автор та ідеолог всеукраїнського конкурсу для школярів «Моя майбутня професія [Архівовано 31 грудня 2012 у Wayback Machine.]» (skool-uni). Мета спеціального конкурсу «Моя майбутня професія»: звернути увагу школярів до свого майбутнього у розрізі того, якою професійною діяльністю вони хочуть займатися після закінчення школи.
- лютий 2013 — листопад 2013 — успішно запускає онлайн-версію ділової газети «Капітал» (ліцензіат Financial Times в Україні) — портал «Капітал [Архівовано 4 грудня 2013 у Wayback Machine.]».
- у грудні 2017 року запустив блог-платформу лідерів думки Investgazeta [Архівовано 11 січня 2019 у Wayback Machine.].
- лютий 2019 року - дотепер журналіст НВ Бізнес.
- 1 березня 2022 року йде добровольцем на фронт, бере участь у бойових діях у Донецькій області, обороняючи Україну від російських загарбників. 24 серпня цього ж року нагороджений орденом За мужність 3 ступеня Президентом України.

## Публікації
- Официальное лицо НБУ обозвало собрание потребителей финансовых услуг «сборищем» [Архівовано 30 липня 2012 у Wayback Machine.]
- Финансовые пирамиды VS профессиональные участники финансового рынка. Счет 2:0 в пользу пирамид [Архівовано 13 липня 2012 у Wayback Machine.]
- Мое идеальное государство [Архівовано 2 лютого 2012 у Wayback Machine.]
- Фондовый рынок — закрытый клуб для профессионалов? [Архівовано 30 травня 2012 у Wayback Machine.]
- Суспільством маніпулюють прес-служби [Архівовано 14 листопада 2010 у Wayback Machine.]
- Журналіст змінює професію [Архівовано 7 січня 2010 у Wayback Machine.]
- Росія майже поглинула український фондовий ринок [Архівовано 12 лютого 2010 у Wayback Machine.]
- Фондовые магазины разделят на четверых
- Ценные бумаги сторговались с интернетом
- Белиз заинтересовался украинским финансовым рынком. Компанию «Кингз Кэпитал» обвинили в мошенничестве (2006)
- Сьогодні ділова газета «Капитал» запустила портал capital.ua [Архівовано 19 листопада 2013 у Wayback Machine.]
- Блогерская платформа Investgazeta переехала на новый домен investgazeta.ua [Архівовано 11 січня 2019 у Wayback Machine.]
- Діловий медіабренд «Інвестгазета» повернувся на ринок у новому форматі [Архівовано 10 січня 2019 у Wayback Machine.]